# Yui Yatyer
Yui Yatyer (ยุ้ย ญาติเยอะ) (Bangkok, 19 febbraio 1978) è una cantante e attrice thailandese.

## Discografia
- Yui Pen Sao Laew 1st-12th ยุ้ยเป็นสาวแล้ว ชุด 1-12 (1995-2000)
- Tam Ha Khoo Man ชุด 13 ตามหาคู่หมั้น (2001)
- Ja Road Mai Niea ชุด 16 จะรอดไหมเนี่ย (2002)
- Khad Khon Ru Jai ชุด 18 ขาดคนรู้ใจ (2003)
- Khon Thai Kluea Miea ชุด 19 คนไทยกลัวเมีย (2003)
- Rak Kao Thee Khao Lueam ชุด 21 รักเก่าที่เขาลืม (2005)